# Jackie Gleason
John Herbert "Jackie" Gleason (født 26. februar 1916, død 24. juni 1987) var en amerikansk komiker, skuespiller, forfatter, komponist og dirigent.